# Cityrunner

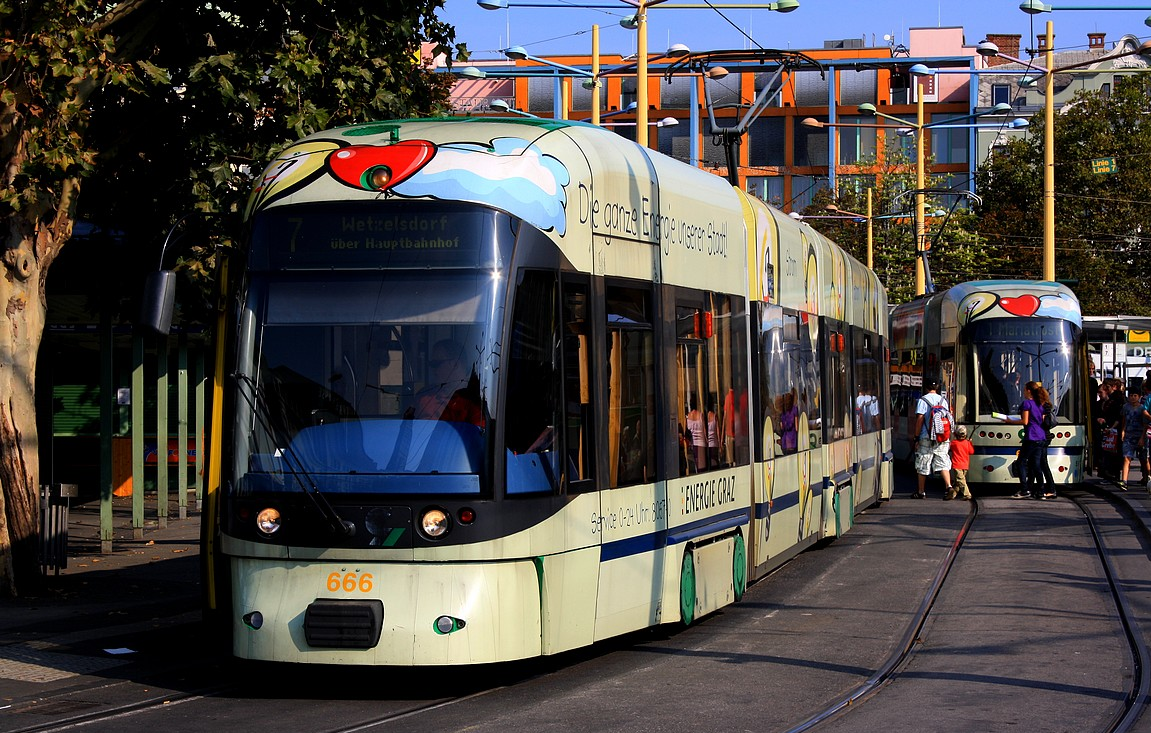
Cityrunner in Graz

Der Cityrunner bzw. Flexity Outlook C ist ein Niederflur-Straßenbahn-Wagentyp des Schienenfahrzeugherstellers Bombardier. Ursprünglich als Cityrunner bezeichnet, wird dieses Modell heute vom Hersteller als Flexity Outlook C gemeinsam mit anderen Straßenbahn- und Stadtbahnfahrzeugen der Produktfamilie Flexity vermarktet.
Neben dem Cityrunner wurde auch die „Eurotram“ (Straßburg, Mailand und Porto) unter dem Namen Flexity Outlook E geführt, es handelt sich bei dem Modell aber um eine andere Konstruktion. Da deren Produktion eingestellt wurde, wird heute üblicherweise mit Flexity Outlook das Modell Flexity Outlook C bezeichnet.

## Technik und Aufbau
Der Cityrunner ist grundsätzlich als Multigelenkwagen mit meist stufenfreiem Fahrgastraum konstruiert. Das ursprüngliche Konzept sah zum Erreichen der vollständigen Niederflurigkeit die Verwendung von Losradsätzen und Radnabenmotoren vor. Nachdem dieses ab 1992 für die Straßenbahnen München, Wien, Saint-Étienne, Helsinki, Augsburg, Zürich, Lyon und Basel angeboten wurde und ein Mock-Up in Basel, Antwerpen und Gent präsentiert worden war, kam das Konzept schließlich beim Cityrunner Graz zur Anwendung. Bereits beim zweiten Auftrag, den Fahrzeugen für die Straßenbahn Linz, wurde jedoch eine andere Laufwerkbauart mit durchgehenden Radsatzwellen und längs an den Seiten angeordneten Motoren entwickelt. Lediglich die Laufwerksrahmen sind dabei noch im Wesentlichen baugleich. Aufgrund der durchgehenden Radsatzwellen musste der Fußboden im Laufwerksbereich auf 450 mm über der Schienenoberkante angehoben werden. Zur sonstigen Bodenhöhe von 365 mm und der Einstiegshöhe von 320 mm gibt es jedoch keine Stufen, sondern Rampen mit einer Neigung von 6 %. Ob diese Konstruktion als vollständig niederflurig einzuordnen ist, hängt also von der verwendeten Definition der Niederflurigkeit ab.
Der Cityrunner verkehrt derzeit in Schienennetzen mit den Spurweiten 900 mm (Straßenbahn Linz), 1000 mm (Meterspur), 1435 mm (Normalspur) sowie 1495 mm (Straßenbahn Toronto). Die Karosserie ist genietet, und die Außenhaut ist in einzelne, miteinander verklebte Einheiten aus Polyester und Sicherheitsglas aufgeteilt, sodass nach einem kleineren Unfall keine Schweiß- und Lackierarbeiten anfallen, sondern die zerstörte Einheit nur neu eingeklebt werden muss. Elektrik, Klimaanlage und elektronische Steuerung befinden sich aufgrund der Niederflurkonstruktion im Dachbereich, der Fahrer sitzt in einer vom Fahrgastraum abgetrennten Kabine. Den Cityrunner gibt es selten ohne Klimaanlage, da sich im Sommer die Hitze im Fahrgastraum aufgrund dunkler Fenster und zu geringer Lüftungsmöglichkeiten staut.
Das Fahrzeug ist modular aufgebaut und kann daher in unterschiedlichen Längen sowohl als Einrichtungs- als auch Zweirichtungsfahrzeug geliefert werden. Ausgeliefert wurden bisher drei-, fünf und siebenteilige Ausführungen mit einer Länge von 19 bis 43,4 Metern. Die Höchstgeschwindigkeit beträgt 70 km/h. Angetrieben wird das Schienenfahrzeug mit Drehstrommotoren und einer Betriebsspannung von 600 oder 750 Volt, die Nennleistung beträgt 600 kW und es hat eine max. Bremsleistung bei 1800 kW.
Bombardier fertigt die Straßenbahnfahrzeuge für den europäischen Markt in Wien, Brügge und Bautzen, die Fahrzeuge für die Straßenbahn Toronto in Thunder Bay (Ontario). Die Traktions- und Steuerausrüstung wurde ursprünglich von ELIN EBG geliefert, später von Bombardier selbst bzw. von Vossloh-Kiepe. Erstmals eingesetzt wurde der Cityrunner im März 2001 in Graz. Inzwischen gibt es den Cityrunner unter anderem auch in Augsburg, Brüssel, Eskişehir, Genf, Innsbruck, Linz, Łódź und Marseille. Die Endfertigung, insbesondere der Einbau von Achsen, Motoren und Bremsen, erfolgt teilweise bei den Verkehrsbetrieben selbst.

## Kritik
Kritik an der Konstruktion gab es nach einem Unfall in Linz im August 2004, bei dem Cityrunner 002 nach einer Kollision mit einem Kleinwagen (Seitenaufprall im Bereich des Führerstandes) entgleiste und dadurch im Haltestellenbereich eine Frau getötet wurde. Es wird vermutet, dass der hohe Schwerpunkt des Fahrzeuges durch Niederflurtechnik und die geringe Spurweite in Linz (900 mm) zu einer Hebelwirkung bei einem seitlichen Aufprall im Frontbereich führen kann und das Entgleisen begünstigt.
Im Jahr 2011 traten in Graz Risse am Fahrwerk auf, die jedoch innerhalb einiger Tage repariert werden konnten.

## Design
Die Gestaltung – besonders die der Frontbereiche – des Cityrunner bzw. Flexity Outlook C kann je nach Bestellerwunsch angepasst werden, mehrere Verkehrsbetriebe haben diese Möglichkeit zur Individualisierung genutzt: Beispielsweise ist die Außengestaltung des Fahrzeugs für Marseille speziell entworfen worden und soll den mediterranen und maritimen Charakter der Stadt unterstreichen. Die Brüsseler Variante hingegen soll Art-Nouveau-Stil widerspiegeln.
Grundsätzlich lassen sich zehn verschiedene Außengestaltungen unterscheiden:

Designvarianten Cityrunner/Flexity Outlook C
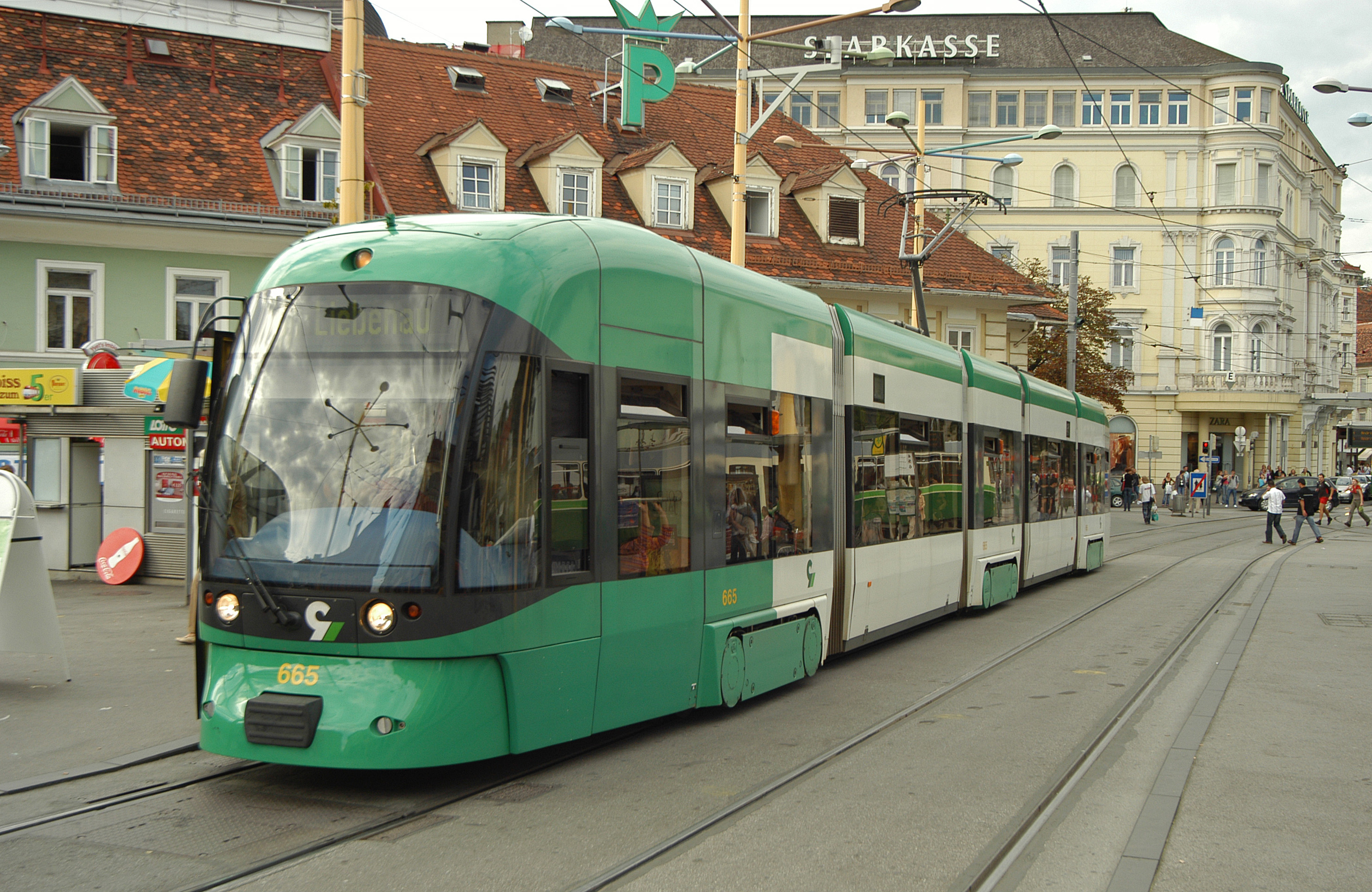
Ursprungsdesign: Graz (Erstkunde)
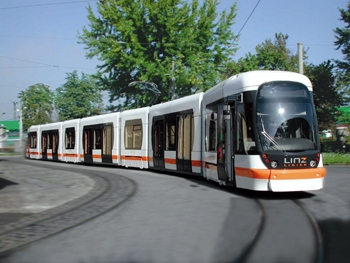
Linz (Erstserie), auch Eskişehir, Łódź
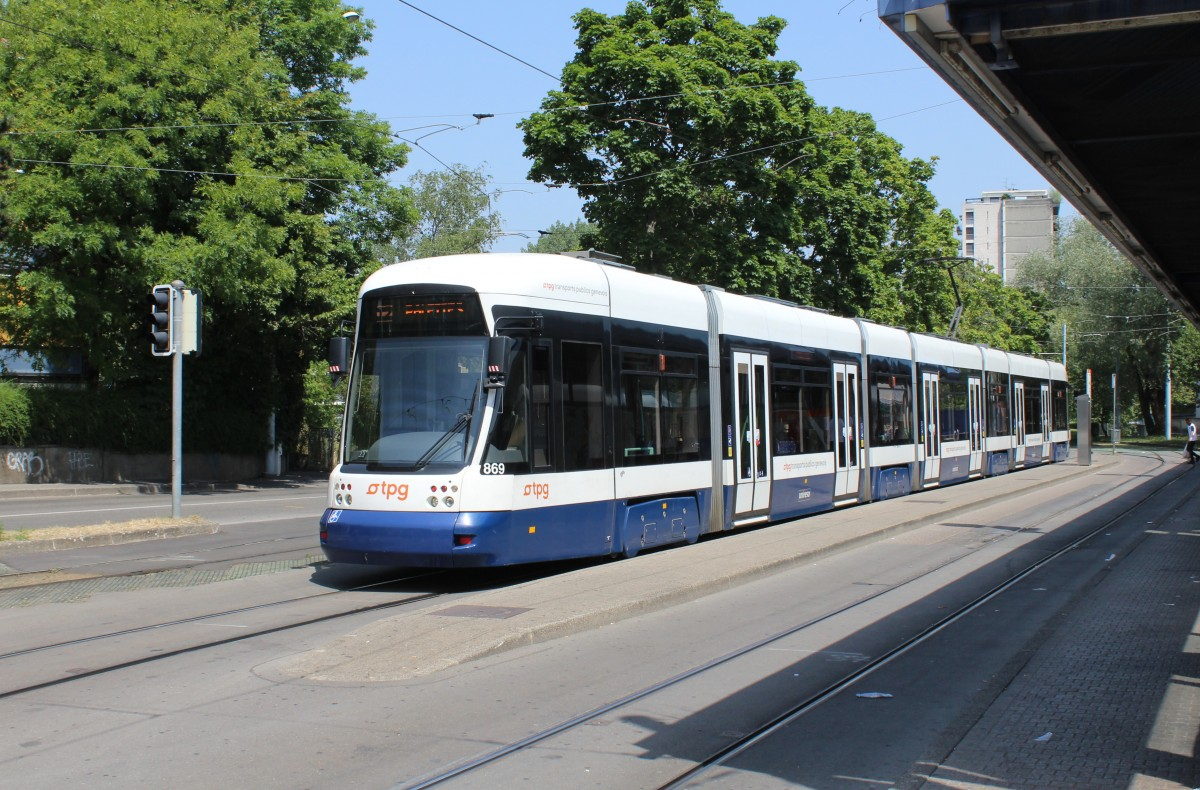
Genf (auch Augsburg, Krefeld)
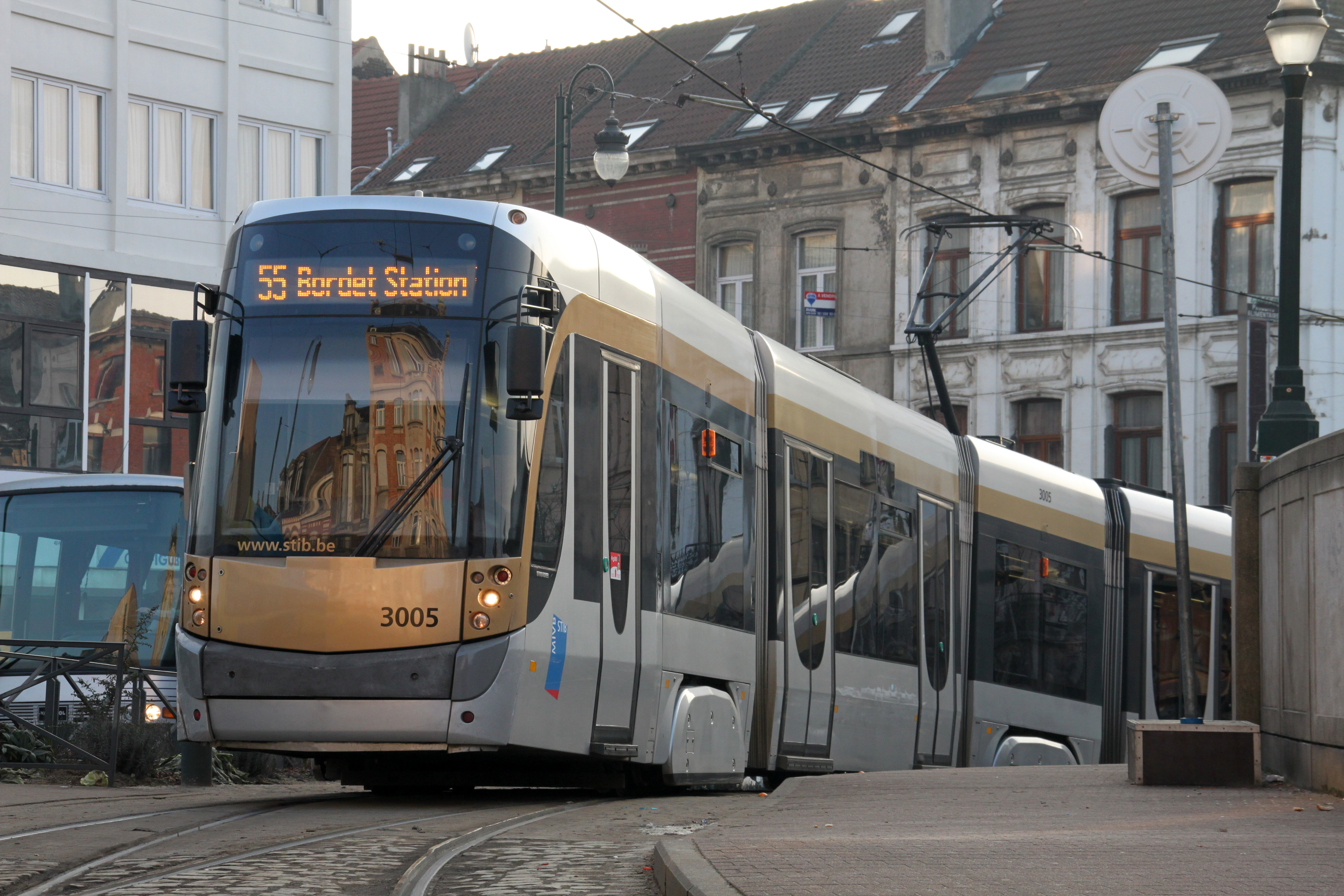
Brüssel
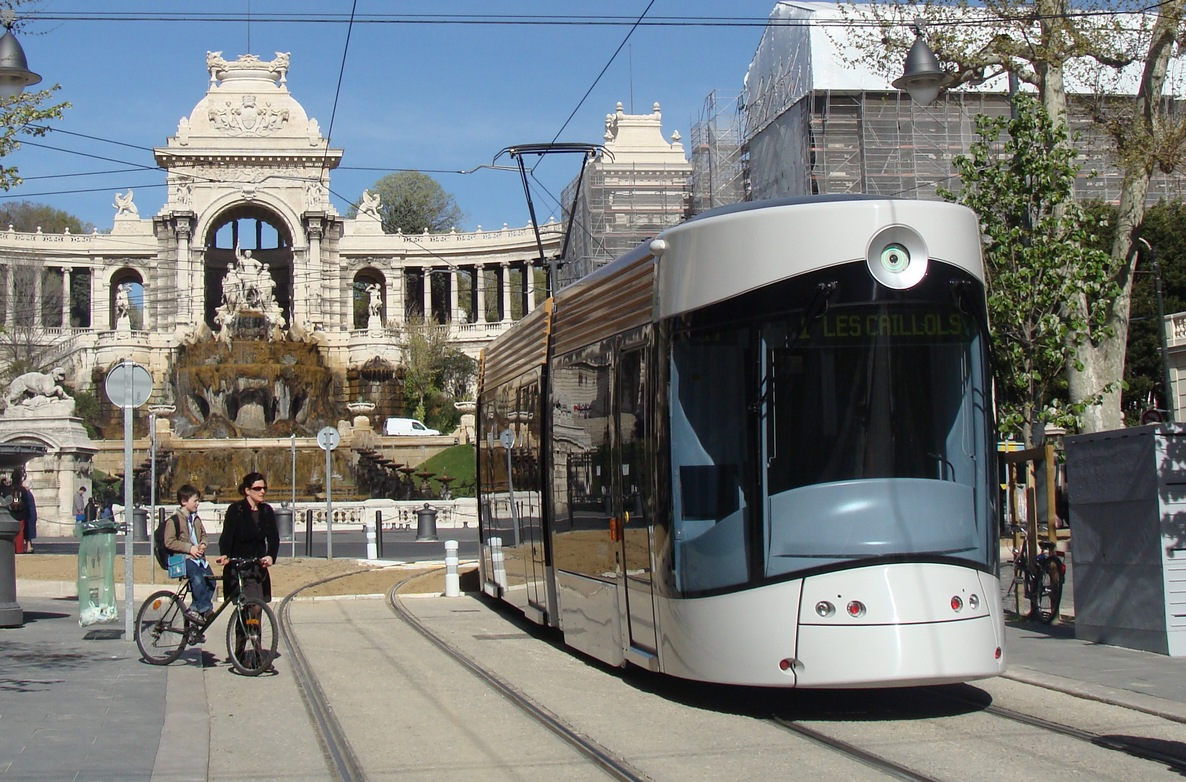
Marseille
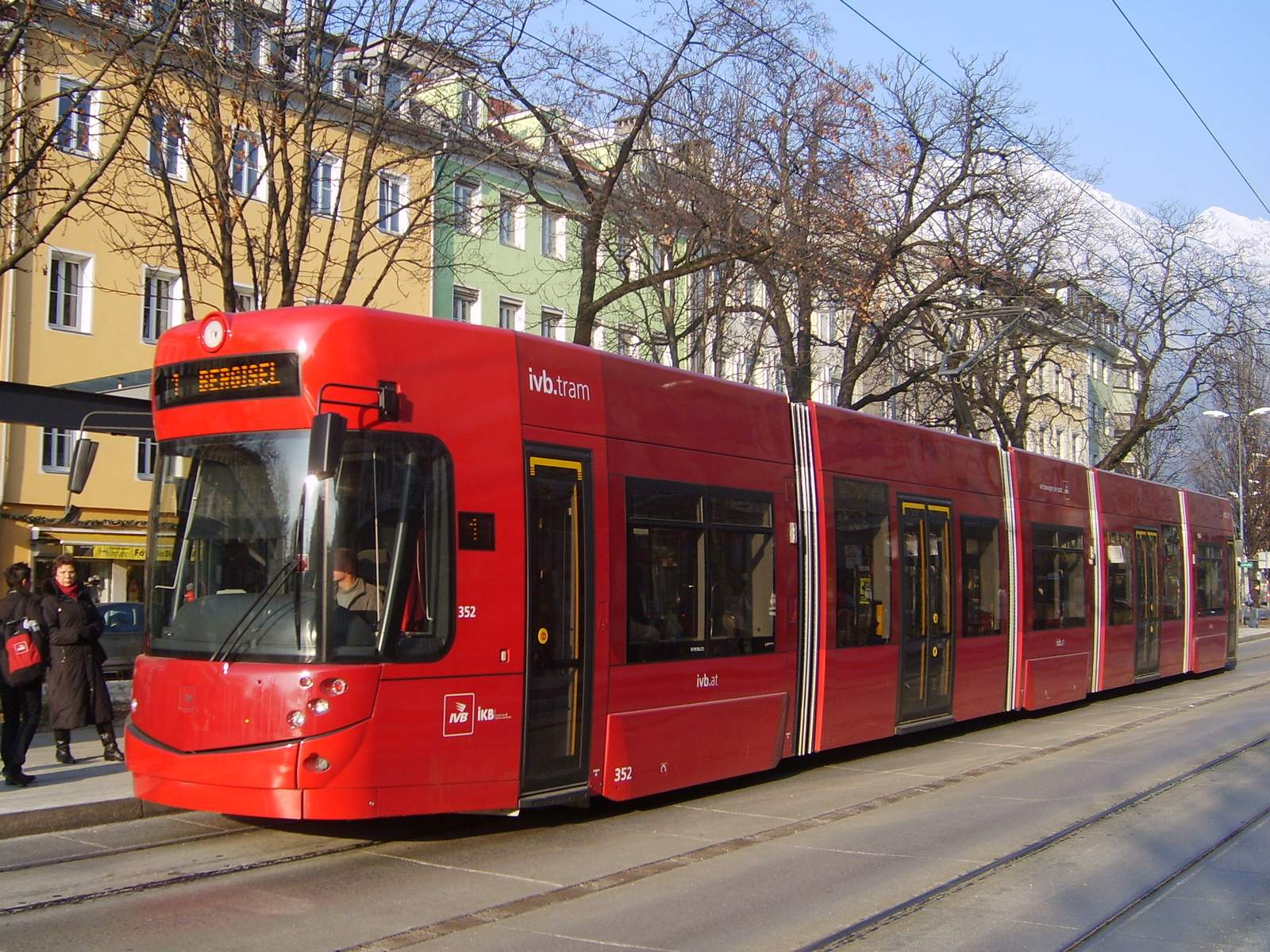
Innsbruck
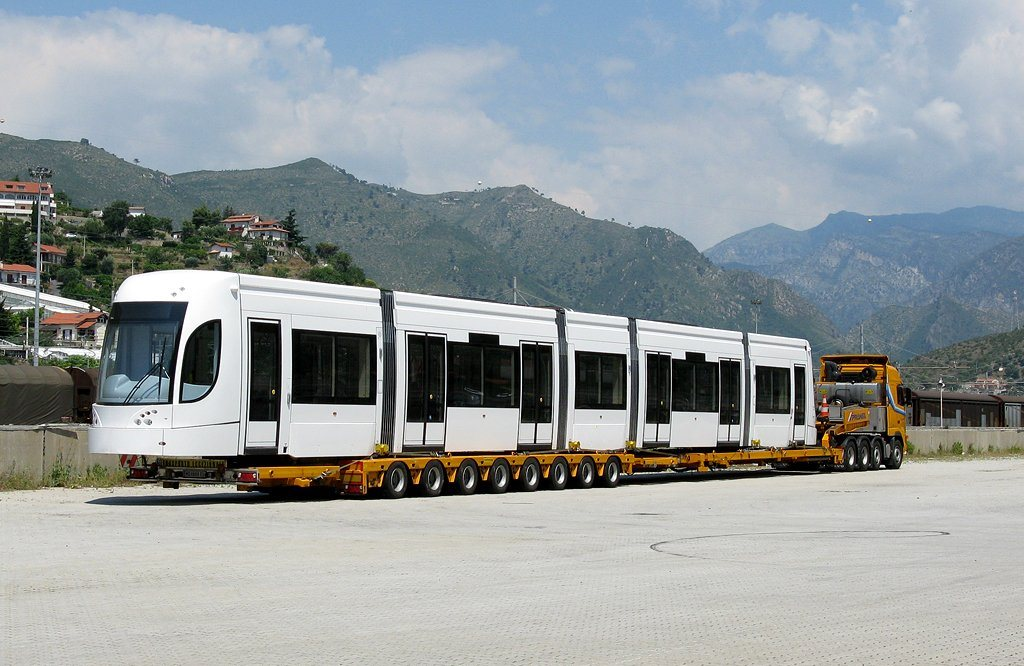
Palermo (auch Alicante, Valencia)
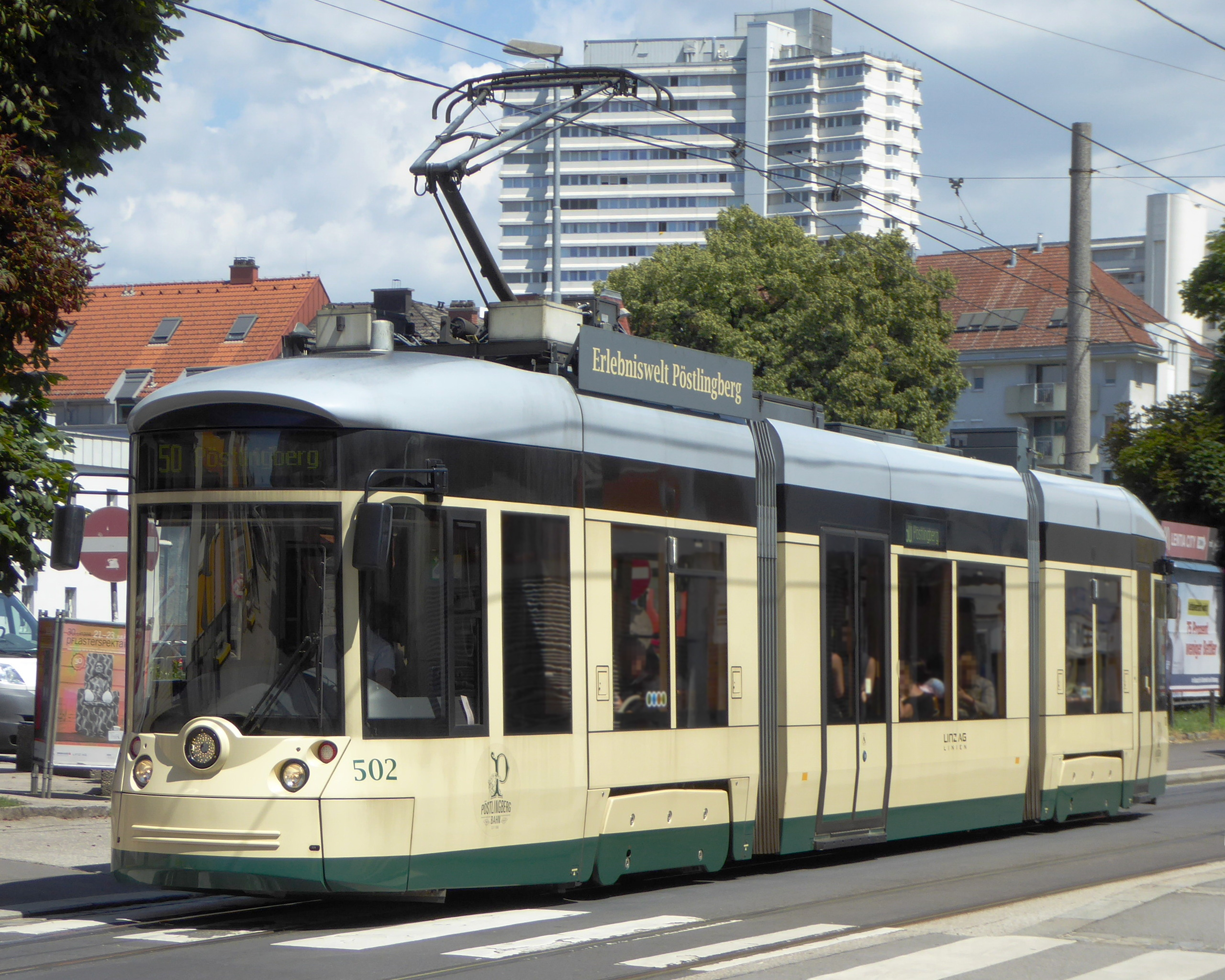
Pöstlingbergbahn, Linz (Mountainrunner)
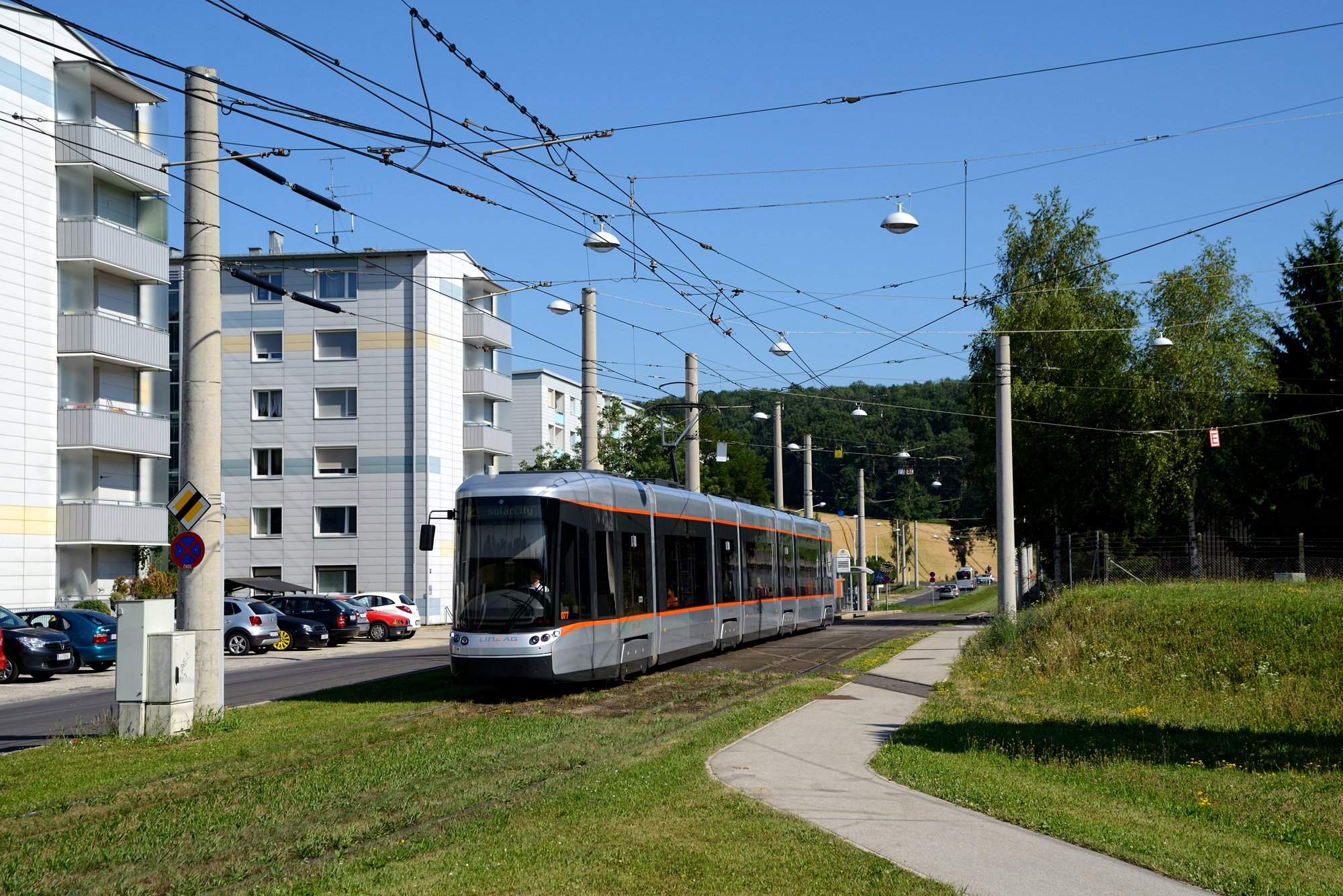
Linz (Zweitserie)
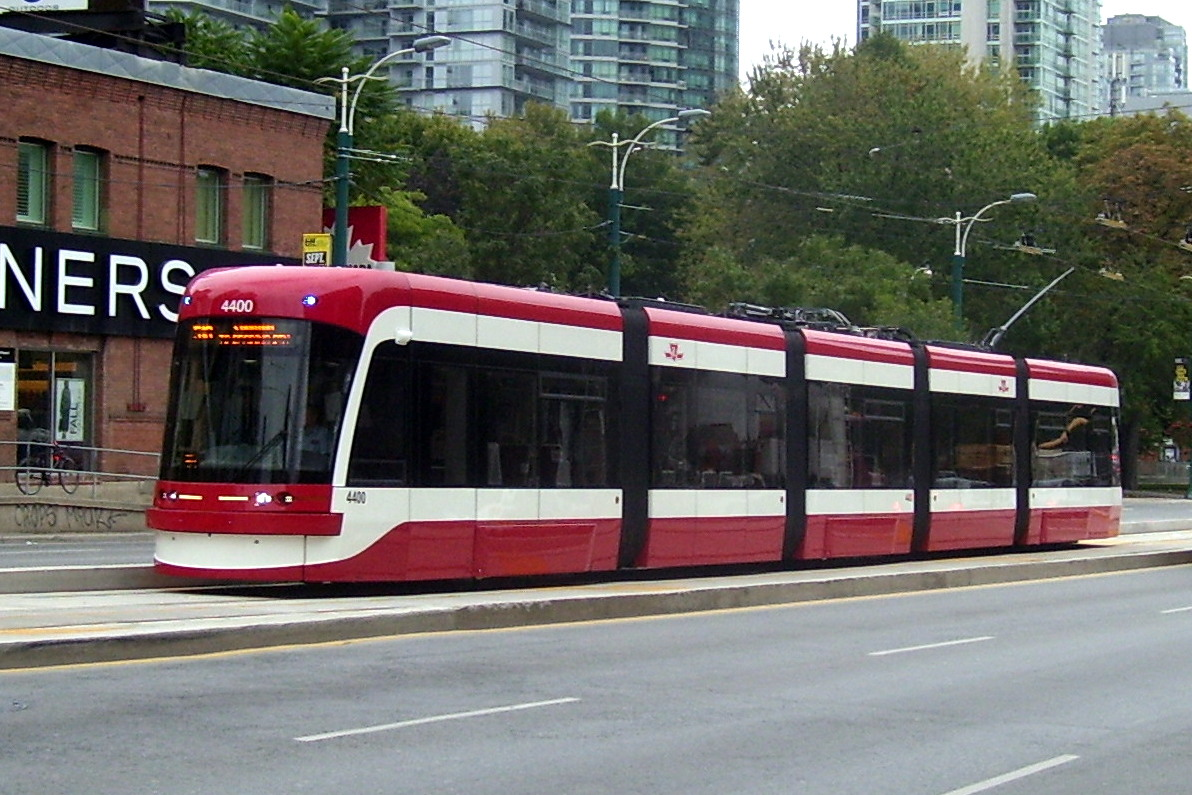
Toronto

## Übersicht
| Stadt     | Typ          | Typ | Baujahre      | Anzahl | Fahrzeug- nummern    | Länge   | Breite | Spurweite | Bemerkungen |
| --------- | ------------ | --- | ------------- | ------ | -------------------- | ------- | ------ | --------- | --- |
| Augsburg  | siebenteilig | ER  | 2009–2010     | 027    | 871–897              | 40,6 m  | 2,3 m  | 1000 mm   | CityFlex (Baureihen-Bezeichnung CF8), in Betrieb seit September 2009, dann Pause und Neustart im November 2009; bis auf 3 Fahrzeuge wurde die Option auf weitere Fahrzeuge eingelöst. Restoption auf 3 weitere Fahrzeuge |
| Brüssel   | fünfteilig   | ZR  | 2005–2015     | 150    | 3001–3150            | 32,0 m  | 2,3 m  | 1435 mm   | T3000; später 79 ähnliche Flexity 2 bestellt |
| Brüssel   | siebenteilig | ZR  | 2005–2015     | 70     | 4001–4070            | 43,4 m  | 2,3 m  | 1435 mm   | T4000; später 11 ähnliche Flexity 2 bestellt |
| Eskişehir | fünfteilig   | ER  | 2003–2004     | 033    | 1–18                 | 29,5 m  | 2,3 m  | 1000 mm   | |
| Eskişehir | fünfteilig   | ER  | 2007–2008     | 05     | 19–23                | 29,5 m  | 2,3 m  | 1000 mm   | |
| Eskişehir | fünfteilig   | ER  | 2013          | 010    | 24–33                | 29,5 m  | 2,3 m  | 1000 mm   | |
| Genf      | siebenteilig | ZR  | 2004–2005     | 021    | 861–881              | 42,0 m  | 2,3 m  | 1000 mm   | |
| Genf      | siebenteilig | ZR  | 2009–2010     | 018    | 882–899              | 42,0 m  | 2,3 m  | 1000 mm   | |
| Graz      | fünfteilig   | ER  | 2000–2001     | 018    | 651–668              | 27,0 m  | 2,2 m  | 1435 mm   | |
| Innsbruck | fünfteilig   | ZR  | 2007–2009     | 032    | 301–326, 351–356     | 27,6 m  | 2,4 m  | 1000 mm   | in Betrieb seit März 2008; 325, 326 und 351–356 sind für die Stubaitalbahn ausgerüstet (Zugleitsystem) |
| Innsbruck | fünfteilig   | ZR  | 2019–2020     | 020    | 327–335, 371–381     | ~28 m   | 2,4 m  | 1000 mm   | Option auf 10 weitere Fahrzeuge |
| Krefeld   | fünfteilig   | ZR  | 2009–2010     | 019    | 601–619              | 30,0 m  | 2,3 m  | 1000 mm   | Lieferung zwischen September 2009 und Mitte 2010; Option auf 19 weitere |
| Krefeld   | fünfteilig   | ZR  | 2014          | 012    | 660–671              | 30,0 m  | 2,3 m  | 1000 mm   | |
| Linz      | siebenteilig | ER  | 2002–2005     | 021    | 001–021              | 40,0 m  | 2,3 m  | 0900 mm   | |
| Linz      | siebenteilig | ER  | 2008          | 012    | 022–033              | 40,0 m  | 2,3 m  | 0900 mm   | |
| Linz      | dreiteilig   | ZR  | 2009          | 03     | 501–503              | 19,16 m | 2,3 m  | 0900 mm   | Typ Mountainrunner für die steile Pöstlingbergbahn (2009 neu: Spurweite 900 mm, verknüpft mit Straßenbahn) kurz (dreiteilig, vierachsig), mit Magnetschienenbremse                                                       |
| Linz      | dreiteilig   | ZR  | 2011          | 01     | 504                  | 19,16 m | 2,3 m  | 0900 mm   | Typ Mountainrunner für die steile Pöstlingbergbahn (2009 neu: Spurweite 900 mm, verknüpft mit Straßenbahn) kurz (dreiteilig, vierachsig), mit Magnetschienenbremse                                                       |
| Linz      | siebenteilig | ER  | 2011–2012     | 023    | 060–082              | 40,6 m  | 2,3 m  | 0900 mm   | Zweite Serie mit verändertem Außendesign, auch als Cityrunner 2 bezeichnet |
| Linz      | siebenteilig | ER  | 2015          | 06     | 083–088              | 40,6 m  | 2,3 m  | 0900 mm   | Zweite Serie mit verändertem Außendesign, auch als Cityrunner 2 bezeichnet |
| Łódź      | fünfteilig   | ER  | 2001–2002     | 015    | 1201–1215            | 29,5 m  | 2,3 m  | 1000 mm   | in Betrieb seit Anfang 2002 |
| Marseille | siebenteilig | ZR  | 2006–2007     | 026    | 001–026              | 40,2 m  | 2,4 m  | 1435 mm   | Die Fahrzeuge wurden im Jahr 2012 um 2 Module von 32,5 m auf 40,2 m verlängert und erhielten eine neue Innenausstattung.                                                                                                 |
| Marseille | siebenteilig | ZR  | 2012          | 06     |                      | 40,2 m  | 2,4 m  | 1435 mm   | |
| Palermo   | fünfteilig   | ZR  | 2009–         | 017    |                      | 32,37 m | 2,4 m  | 1435 mm   | |
| Toronto   | fünfteilig   | ER  | 2012–2020     | 204    | 4400–4603            | 30,25 m | 2,54 m | 1495 mm   | Fahrradmitnahme: Jede Garnitur hat zwei Fahrradstellplätze Allradantrieb |
| Toronto   | fünfteilig   | ER  | 2021 bestellt | 60     |                      | 30,25 m | 2,54 m | 1495 mm   | Fahrradmitnahme: Jede Garnitur hat zwei Fahrradstellplätze Allradantrieb |
| Valencia  | fünfteilig   | ZR  | 2007+?        | 019    | 4201–4230, 4231–4244 | 32,37 m | 2,4 m  | 1000 mm   | Beschaffung und Betrieb als Serie 4200 durch FGV; Option auf 14 weitere eingelöst. Die Wagen laufen in Valencia auf Straßenbahn-, in Alicante dagegen auf Eisenbahnradsätzen. 750 V, 41 t, 420 kW                        |
| Alicante  | fünfteilig   | ZR  | 2007+?        | 011+14 | 4201–4230, 4231–4244 | 32,37 m | 2,4 m  | 1000 mm   | Beschaffung und Betrieb als Serie 4200 durch FGV; Option auf 14 weitere eingelöst. Die Wagen laufen in Valencia auf Straßenbahn-, in Alicante dagegen auf Eisenbahnradsätzen. 750 V, 41 t, 420 kW                        |

ER … Einrichtungs-, ZR … Zweirichtungsfahrzeug